# Rho Persei
Rho Persei (ρ Persei, ρ Per), conosciuta anche con il nome tradizionale di Gorgonea Tertia, è una stella della costellazione di Perseo, distante 308 anni luce circa dalla Terra e di magnitudine apparente 3,42. Il nome Gorgonea Tertia è riferito alle Gorgoni della mitologia greca e in particolare alla leggenda di Perseo.

## Osservazione
La declinazione di Rho Persei è 38° N, quindi la sua osservazione è molto più facile dalle regioni dell'emisfero boreale terrestre, dove si mostra alta sull'orizzonte nelle sere dell'autunno e dell'inizio dell'inverno, ossia quando Perseo raggiunge il punto più alto sull'orizzonte. Dall'emisfero australe l'osservazione risulta un po' penalizzata e risulta invisibile più a sud della latitudine 52° S.
Il periodo migliore per la sua osservazione cade nei mesi che vanno da settembre a marzo. Nell'emisfero nord è visibile anche per un periodo maggiore, grazie alla declinazione boreale della stella, che diventa circumpolare più a nord della latitudine 52° N.

## Caratteristiche
Rho Persei è una gigante brillante rossa di tipo spettrale M4II, classificata come variabile semiregolare del tipo Mu Cephei, con periodi multipli di 50, 120 e 250 giorni durante i quali la sua magnitudine varia da 3,3 a 4,0.
Si tratta di una stella tre volte più massiccia del Sole, ma che ha un raggio enormemente più grande (157 R⊙) per via del suo avanzato stadio evolutivo; Rho Persei ha infatti ormai raggiunto il ramo asintotico delle giganti nel diagramma H-R e con un nucleo inerte di carbonio e ossigeno sta vivendo le ultime fasi della sua esistenza di stella normale, prima di rilasciare gli strati più esterni e divenire una piccola e densa nana bianca.
Con una temperatura superficiale di soli 3470 K emette la propria luce soprattutto nell'infrarosso; di conseguenza la sua luminosità, che è un migliaio di volte maggiore di quella del Sole nello spettro visibile, aumenta a circa 3500 volte quella solare tenendo conto della radiazione infrarossa.